# Jaminauás
Os Jaminauás, também chamados Jaminawa, Iaminauá ou Yaminawá, são um grupo indígena que habita o estado brasileiro do Acre (mais precisamente nas Terras Indígenas do Alto Rio Purus, da Cabeceira do Rio Acre,  Jaminawa do Igarapé Preto, Jaminawa Arara do Rio Bagé e Mamoadate), além do Peru (departamento de Ucayali região de Loreto) e da Bolívia (departamento de Pando). Falam a língua jaminauá, da  família linguística pano. Em 2010, o grupo era constituído de 1.298 indívíduos, segundo dados da Funasa.
Habitam o centro da mata ou a periferia miserável das cidades - no primeiro caso, representando os "ferozes selvagens" que assombram os seringais, e, no segundo, o índio deculturado que esmola pelas ruas, expressão de um dos aspectos mais dramáticos do processo de ocupação da Amazônia..

## Ligações Externas
- Acervo Etnográfico Museu do Índio - Jaminauás